# Чемпіонат світу з хокею із шайбою 2021 (дивізіон IV)
Чемпіонат світу з хокею із шайбою 2021 — скасований чемпіонат світу з хокею із шайбою, який мав відбутись у Киргизстані.
18 листопада 2020 року турнір був скасований через пандемію COVID-19.
Малайзія, Філіппіни та Сінгапур мали дебютувати на цьому турнірі.

## Учасники
| Збірна     | Кваліфікація                                        |
| ---------- | --------------------------------------------------- |
| Кувейт     | 5-е місце у Дивізіоні ІІІ (кваліфікація).           |
| Киргизстан | Господар, 6-е місце у Дивізіоні ІІІ (кваліфікація). |
| Малайзія   | Дебютант.                                           |
| Філіппіни  | Дебютант.                                           |
| Сінгапур   | Дебютант.                                           |

## Таблиця
| Поз | Команда        | М | В | ВО | ПО | П | ГЗ | ГП | Різ | О | Кваліфікація                  |
| --- | -------------- | - | - | -- | -- | - | -- | -- | --- | - | ----------------------------- |
| 1   | Кувейт         | 0 | 0 | 0  | 0  | 0 | 0  | 0  | 0   | 0 | Підвищення до Дивізіону III В |
| 2   | Киргизстан (H) | 0 | 0 | 0  | 0  | 0 | 0  | 0  | 0   | 0 |                               |
| 3   | Малайзія       | 0 | 0 | 0  | 0  | 0 | 0  | 0  | 0   | 0 |                               |
| 4   | Філіппіни      | 0 | 0 | 0  | 0  | 0 | 0  | 0  | 0   | 0 |                               |
| 5   | Сінгапур       | 0 | 0 | 0  | 0  | 0 | 0  | 0  | 0   | 0 |                               |